# يسار قديم
كان اليسار القديم ما قبل الستينات اليسارية في العالم الغربي، في وقت سابق اليسارية أو الماركسية الحركات التي غالبا ما تتخذ أكثر الطلائعية نهج العدالة الاجتماعية، وركزت في معظمها على النقابات العمالية ومسائل الطبقة الاجتماعية في الغرب.

## السياسة الاجتماعية
على عكس اليسار الجديد، يركز اليسار القديم بشكل أقل على القضايا الاجتماعية مثل الإجهاض والمخدرات والنسوية وحقوق المثليين وأدوار الجنسين. منذ منتصف السبعينيات مع ظهور الحركات التحريفية مثل الشيوعية الأوروبية (وفي وقت سابق في الأنجلوسفير، اليسار الجديد), بدأت بعض الأحزاب في أقصى اليسار في الغرب في تبني حقوق المثلية الجنسية من اليسار الجديد كجزء من برنامجهم بينما رفضت الأحزاب في الشرق مثل الحزب الشيوعي اليوناني والحزب الشيوعي لروسيا الاتحادية هذه الخطوة واستمرت في التركيز حصريًا على السياسة العمالية مثل اليسار القديم. صوّت الحزب ضد مشروع قانون الشراكة المدنية الذي اقترحته سيريزا، ردًا على ذلك: «بتشكيل مجتمع اشتراكي شيوعي، سيتشكل بلا شك نوع جديد من الشراكة - علاقة مستقرة نسبيًا بين الجنسين وتكاثر». أيد الحزب الشيوعي لروسيا الاتحادية قانونا ضد المثليين. ومن المعروف أن الحزب يدعم إعادة عقوبة الإعدام مثل الشيوعيين في روسيا.[بحاجة لمصدر]
متشدد كان التروتسكية المجموعة في بريطانيا حزب العمال، ومقرها في جميع أنحاء صحيفة مسلحة أطلقت في عام 1964. وفقًا لمايكل كريك، تأثرت سياساتها بكارل ماركس وفريدريك إنجلز وفلاديمير لينين وليون تروتسكي و «لا أحد آخر تقريبًا». تم الاستشهاد بالمتشددين كمثال على المعارضة اليسارية لمبادرات النسوية وحقوق المثليين داخل الحركة العمالية في أوائل الثمانينيات، وتحديداً في سياق رد الفعل على الدعم المالي المقدم لمجموعات حقوق المثليين من قبل مجلس لندن الكبرى تحت قيادة كين ليفنغجستون. بينما كانت ميليتانت حاضرة في الأقسام النسائية لحزب العمل، زعمت أن أربعين مندوبة حضرت المؤتمر النسائي لحزب العمال في عام 1981, عارضت الحركة النسوية التي أعلنت أن الرجال هم العدو، أو سبب اضطهاد المرأة.
اتخذ القادة والمفكرون الشيوعيون العديد من المواقف المختلفة بشأن قضايا حقوق المثليين، حيث لم يقل ماركس وإنجلز الكثير عن هذا الموضوع في أعمالهما المنشورة. نادرًا ما علق ماركس بشكل خاص على النشاط الجنسي بشكل عام. يكتب نورمان ماركويتز في كتابه الشؤون السياسية: «هنا، لأكون صريحًا، يجد المرء من ماركس رفضًا للترفيه عن الموضوع، ومن إنجلز العداء المفتوح للأفراد المعنيي». هذا لأن إنجلز انتقد بشكل خاص الشذوذ الجنسي للذكور وربطها بالمثلية اليونانية القديمة، قائلاً إن «[الإغريق القدماء] وقعوا في ممارسة اللواط البغيضة [ كنابينليبي, والتي تعني» البويللوف «أو حب الغلمان] وانحطوا لآلهتهم على حد سواء وأنفسهم مع أسطورة غانيميد». كما قال إنجلز إن الحركة المؤيدة للمولود «لا يمكن أن تفشل في الانتصار. سيصبح شعار Guerre aux cons, paix aus trous-de-cul [الحرب على المهابل، السلام إلى المؤخرات] هو الشعار الآن». كما أشار إنجلز إلى الدكتور كارل بوروتاو بأنه شوانزشفولين («الوخز الوهمي») في السر.
إن موسوعة المثلية الجنسية، المجلد الثاني، لا لبس فيه بشأن وجهة نظر ماركس وإنجلز للمثلية الجنسية، حيث تنص على أنه: «لا شك في أنه بقدر ما فكروا في الأمر على الإطلاق، كان ماركس وإنجلز شخصًا رهابًا من المثليين، كما يتضح من acerbic 1869 تبادل رسائل حول جان بابتيست فون شفايتزر، المنافس الاشتراكي الألماني. اعتقل شفايتزر في حديقة على الأخلاق تهمة وليس فقط لم ماركس وإنجلز يرفضون الانضمام لجنة الدفاع عنه، وأنها لجأت إلى أرخص وسيلة من الفكاهة الحمام في تصريحات خاصة إزاء القضية».
في عام 1933, أضاف جوزيف ستالين المادة 121 إلى القانون الجنائي للاتحاد السوفيتي بأكمله، مما جعل المثلية الجنسية للذكور جريمة يعاقب عليها بالسجن لمدة تصل إلى خمس سنوات مع الأشغال الشاقة. السبب الدقيق للمادة 121 محل خلاف بين المؤرخين. تميل البيانات الرسمية القليلة الصادرة عن الحكومة حول القانون إلى الخلط بين الشذوذ الجنسي والاعتداء الجنسي على الأطفال وكانت مرتبطة بالاعتقاد بأن المثلية الجنسية كانت تمارس فقط بين الفاشيين أو الأرستقراطيين. ظل القانون على حاله حتى بعد تفكك الاتحاد السوفيتي وألغي في عام 1993. حُرم الرجال المثليون في بعض الأحيان من العضوية أو طُردوا من الأحزاب الشيوعية في جميع أنحاء العالم خلال القرن العشرين حيث اتبعت معظم الأحزاب الشيوعية السوابق الاجتماعية التي وضعها الاتحاد السوفيتي.
ومع ذلك، لم يكن هذا هو الحال في الغرب، ومن بين الأعضاء البارزين من المثليين في الأحزاب الشيوعية ما يلي:
- مارك أشتون (مؤسس منظمة السحاقيات والمثليين يدعمون عمال المناجم[15] والمدافع عن حقوق LGBT) - عضو في الحزب الشيوعي لبريطانيا العظمى[16]
- هاري هاي (ناشط في مجال حقوق المثليين، مدافع عمالي،[17] ناشط الحقوق المدنية للأمريكيين الأصليين،[17] مؤسس جمعية ماتاشين[17] مؤسس مشارك لجبهة تحرير المثليين في لوس أنجلوس)[17] - عضو في الحزب الشيوعي بالولايات المتحدة الأمريكية[18]

مثال آخر على معارضة اليسار للمثلية الجنسية هو حزب الاشتراكيين في جمهورية مولدوفا، وهو حزب يساري يعارض بشدة حقوق المثليين في مولدوفا ويعمل مع الحركات القومية واليمينية والدينية لمواجهة "الترويج للرذيلة". انتشر بمساعدة الولايات المتحدة في مولدوفا".
اتخذ اليسار القديم أحيانًا موقفًا محافظًا بشأن الهجرة، حيث عزز سياسة الهجرة التي من شأنها الحفاظ على التركيبة الديمغرافية العرقية للبلاد. عزز رئيس الوزراء الأسترالي جون كيرتن، الذي كان جزءًا من حزب العمال الأسترالي، سياسة أستراليا البيضاء وقال ما يلي في دفاعه: «ستظل هذه البلاد إلى الأبد موطنًا لأحفاد أولئك الأشخاص الذين أتوا إلى هنا بسلام من أجل إنشاء بؤرة استيطانية للسباق البريطاني في بحار الجنوب». آرثر كالويل، وهو يساري قديم آخر قاد حزب العمال الأسترالي في الستينيات، دافع بقوة عن سياسة أستراليا البيضاء وقال ما يلي: «أنا فخور ببشرتي البيضاء، تمامًا كما يفخر الصينيون ببشرته الصفراء، والياباني ببلده. بني البشرة، والهنود بدرجاتهم المختلفة من الأسود إلى لون القهوة. كل من لا يفخر بعرقه ليس رجلاً على الإطلاق. وأي رجل يحاول وصم المجتمع الأسترالي بالعنصرية لأنهم يريدون الحفاظ على هذا البلد من أجل العرق الأبيض يلحق أمتنا ضررًا كبيرًا... أرفض، من الناحية الضميرية، الفكرة القائلة بأنه ينبغي أو يمكن أن تصبح أستراليا مجتمعًا متعدد الأعراق وأن تعيش»

## التحول إلى اليسار الجديد
نشأ اليسار الجديد أولاً بين المثقفين المعارضين وجماعات الحرم الجامعي في المملكة المتحدة وبعد ذلك إلى جانب الحرم الجامعي في الولايات المتحدة والكتلة الغربية.
يشار إلى المنظر النقدي الألماني هربرت ماركوزه بأنه «أبو اليسار الجديد». رفض ماركوز نظرية الصراع الطبقي والاهتمام الماركسي بالعمل. وفقًا للشك كولاكفسكي، جادل ماركوس بأنه منذ «تم حل جميع مسائل الوجود المادي، لم تعد الأوامر والمحظورات الأخلاقية ذات صلة». لقد اعتبر إدراك الطبيعة المثيرة للإنسان بمثابة التحرير الحقيقي للبشرية، والذي ألهم يوتوبيا جيري روبين وآخرين.
بين عامي 1943 و 1950, عمل ماركوز في خدمة الحكومة الأمريكية لمكتب الخدمات الإستراتيجية (سلف وكالة المخابرات المركزية) وانتقد أيديولوجية الحزب الشيوعي للاتحاد السوفيتي في كتاب الماركسية السوفيتية: تحليل نقدي (1958). بعد دراسته، في الستينيات والسبعينيات من القرن الماضي، أصبح معروفًا بالمنظر البارز لليسار الجديد والحركات الطلابية في ألمانيا الغربية وفرنسا والولايات المتحدة.

## الأحزاب التي تشترك في اليسار القديم
- الاجتماع الدولي للأحزاب الشيوعية والعمال:
- الحزب الشيوعي اليوناني (منذ 1918)
- الحزب الشيوعي البرتغالي (منذ عام 1921)
- الحزب الشيوعي (إيطاليا) (منذ 2009)
- الحزب الشيوعي لروسيا الاتحادية (منذ 1993)
- الحزب الشيوعي الأوكراني (منذ 1993)
- الحزب الشيوعي البيلاروسي (منذ عام 1996)
- حزب الشعب الكازاخستاني (منذ 2004)
- الحزب الشيوعي لأوسيتيا الجنوبية (منذ 1993)
- حزب الشيوعيين في قيرغيزستان (منذ 1992)
- الحزب الشيوعي الطاجيكي (منذ عام 1918)
- حزب الاشتراكيين لجمهورية مولدوفا (منذ 1997)
- الحزب الشيوعي البولندي (2002)
- حزب الشيوعيين البلغاريين (منذ 1999)
- حزب العمال المجري (منذ 1989)
- الحزب الشيوعي في بوهيميا ومورافيا (منذ 1990)
- الحزب الشيوعي الألباني (1991) *
- الحزب الشيوعي الروماني (منذ 2010)